# Monumento al Intendente Torcuato María de Alvear

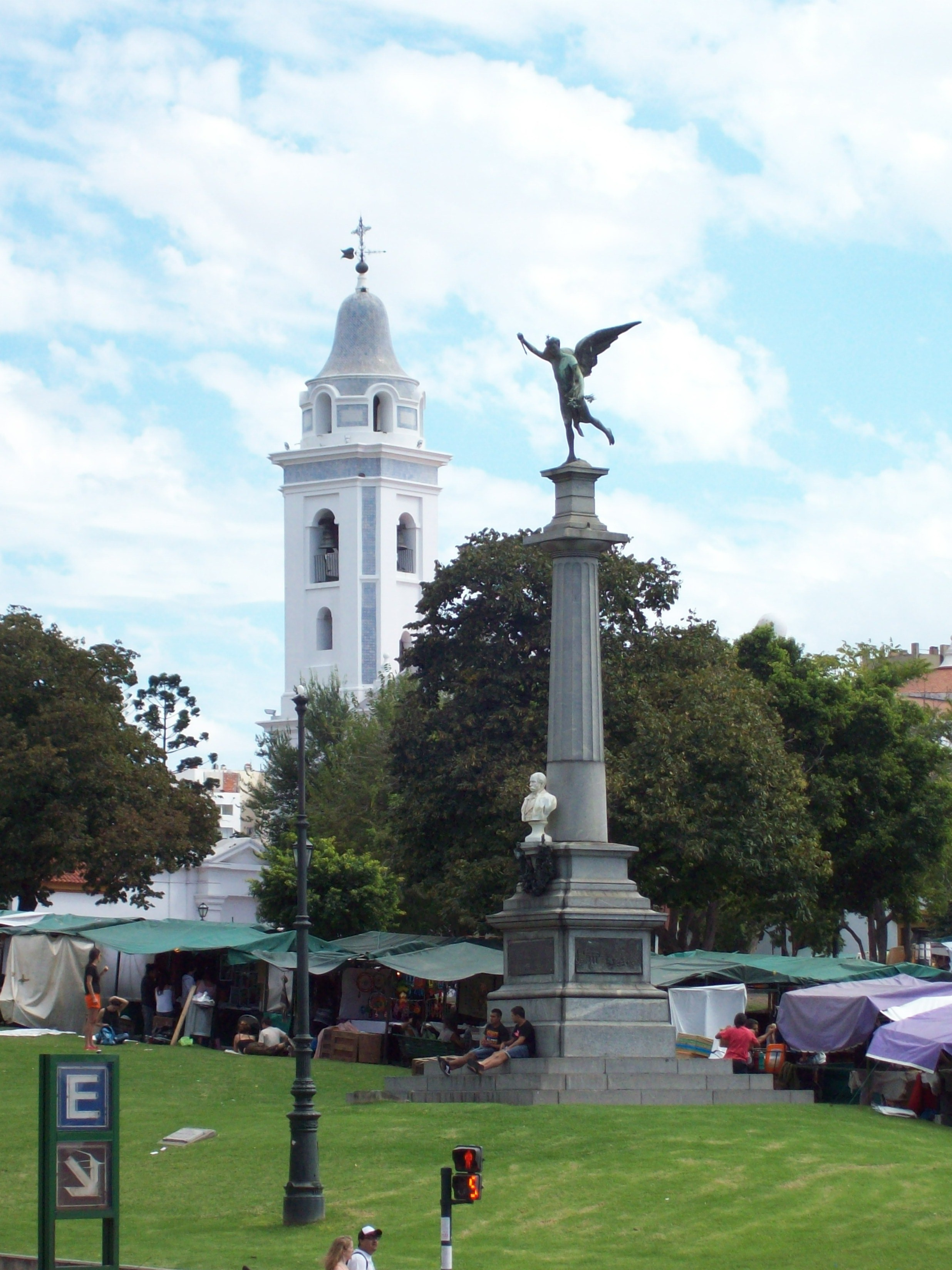
Vista del Monumento al Intendente Torcuato María de Alvear.

El Monumento al Intendente Torcuato María de Alvear es un monumento de la Ciudad de Buenos Aires que fue construido en homenaje a Torcuato de Alvear —quien fue el primer Intendente de la Ciudad de Buenos Aires entre 1880 y 1887— que es obra de A. Jons y Juan Lauer y que fue inaugurado en 1900.

## Ubicación
El monumento se halla sobre la Plaza Intendente Alvear, exactamente enfrente del fin de la avenida que fuera trazada por Torcuato y que honra a su padre, General Carlos María de Alvear, y sobre el pasaje peatonal Ortiz. Este sitio se encuentra en pleno centro del barrio de Recoleta, en la Ciudad Autónoma de Buenos Aires.

## Descripción
El monumento consiste principalmente en una columna de estilo dórico, hecha en mármol de Carrara, la cual finaliza en con una estatua alada representando "La Gloria". En el tercio inferior de la columna, sobre el fuste, se halla el busto del intendente Torcuato de Alvear coronado por una palma de flores, mientras que cada una de las caras de la base cuadrada presenta un motivo distinto: tres de ellas poseen bajorrelieves en los que se representan "La Apertura de la Avenida de Mayo", "La Pavimentación de la Ciudad", y el "Arreglo de la Recoleta", las tres obras más destacadas de su gobierno. La última cara presenta una gran inscripción con el nombre y fecha de vida del político. 
La obra en sí está sobre tres peldaños de piedra, a la cual se accede desde una pequeña escalera.
Varios de los bronces originales de la figura han sido robados.